# Ivian Sarcos
Ivian Lunasol Sarcos Colmenares (Guanare, 26 luglio 1989) è una modella venezuelana vincitrice dei titoli di Miss Mondo 2011 e Miss Mondo Venezuela 2010.

## Biografia
Ivian Sarcos ha una laurea nell'ambito delle risorse umane ed è alta un metro e ottanta. In precedenza aveva studiato da novizia. Essendo rimasta orfana all'età di otto anni, la modella era stata cresciuta dalle suore di un convento di Cojedes. Inizialmente aveva lei stessa intenzione di diventare una suora, ma in seguito rinunciò all'idea, intraprendendo la carriera di modella.